# Меліхов Олег Анатолійович
Оле́г Анато́лійович Ме́ліхов — полковник Збройних Сил України.

## З життєпису
Станом на 2010 рік — головний спеціаліст Управління оборонно-мобілізаційної роботи секретаріату Кабінету Міністрів України.
Станом на 2017 рік — т. в. о. директора Депаратменту воєнної політики, стратегічного планування та міжнародного співробітництва Міністерства оборони України.
Станом на листопад 2019 року — полковник запасу.

## Нагороди та вшанування
- Указом Президента України № 878/2019 від 4 грудня 2019 року за «особисті заслуги у зміцненні обороноздатності Української держави, мужність і самовіддані дії, виявлені у захисті державного суверенітету та територіальної цілісності України, зразкове виконання військового обов'язку» нагороджений орденом Данила Галицького[3].